# Alexander Maximilian Seitz
Alexander Maximilian Seitz, né en 1811 à Munich et mort le 18 avril 1888 à Rome, est un peintre allemand, membre du mouvement nazaréen, groupe d'artistes rattachés au romantisme qui souhaitent refonder et revitaliser l'art par les valeurs spirituelles de la religion chrétienne.

## Biographie
Alexander Maximilian Seitz est le fils aîné du graveur Johann Baptist Seitz (de). Formé par son père, il est admis en 1823, à l'âge de 12 ans, comme élève à l'Académie des beaux-arts de Munich ; il y a comme professeurs Peter von Cornelius et Heinrich Maria von Hess. En 1829, son tableau Joseph vendu en esclavage par ses frères, présenté à l'exposition d'art de Munich, connaît le succès ; il réalise quelques fresques d'après le projet de Hess dans la Kreuzkirche à Munich.
En 1835 il se rend à Rome avec Cornelius et se joint aux Nazaréens réunis dans le monastère abandonné de San Isidoro ; il se lie plus particulièrement avec le peintre Johann Friedrich Overbeck.
Seitz s'installe définitivement à Rome ; il y épouse Gertrud Platner, fille du peintre-diplomate Ernst Zacharias Platner (de). Leur fils, le peintre Ludovico Seitz (1844-1908), dirige la pinacothèque vaticane. 
Seitz meurt le 18 avril 1888 à l'âge de 77 ans à Rome.

## Œuvre

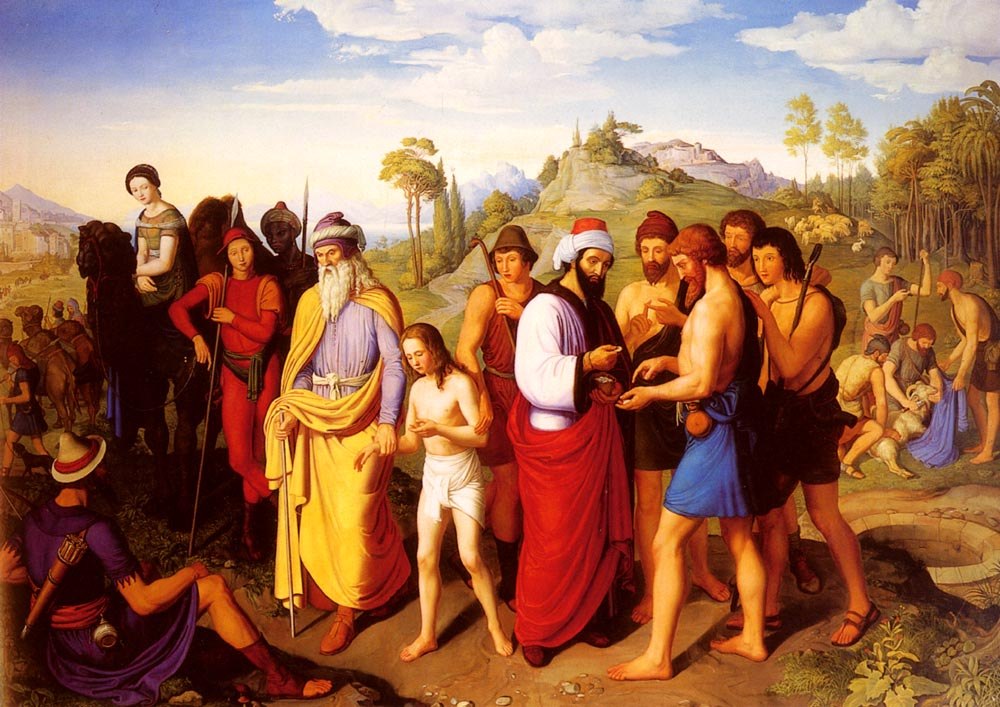
Joseph vendu par ses frères, 1829.

Alexander Maximilian Seitz a surtout peint des motifs religieux ; il a réalisé des retables et des fresques. Ses tableaux de genre reprennent la vie populaire romaine et sont caractérisés par des compositions riches en figures, étroitement liées au style des Nazaréens.
Il peint avec l'aide de son fils des fresques dans la cathédrale Saint-Pierre de Đakovo en Croatie, en partie d'après les dessins d'Overbeck et en partie d'après les siens : scènes de l'Ancien Testament dans la nef centrale, scènes de la vie de saint Pierre dans le chœur.

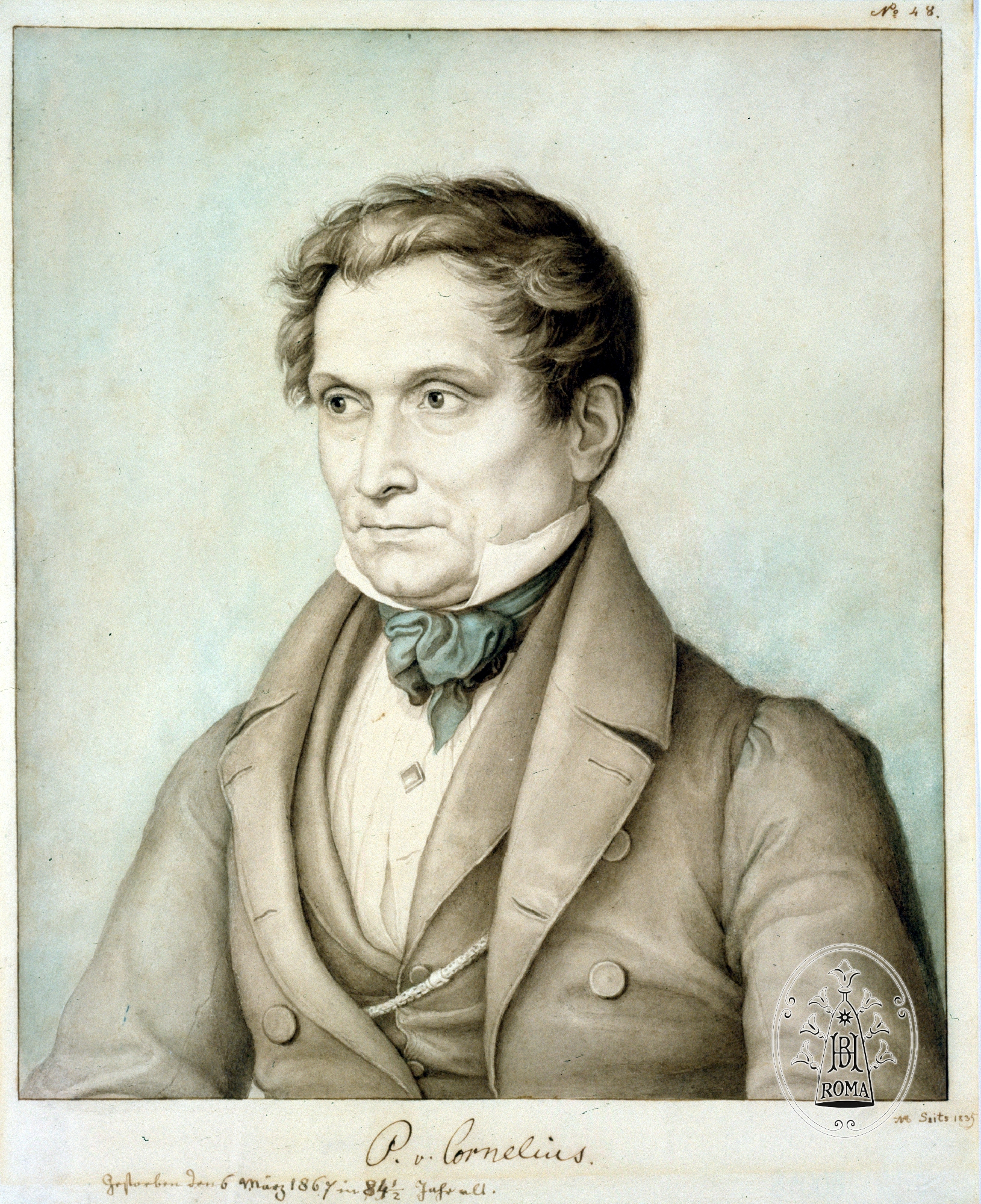
Portrait de Peter von Cornelius, dessin, 1835, Bibliotheca Hertziana, Rome.

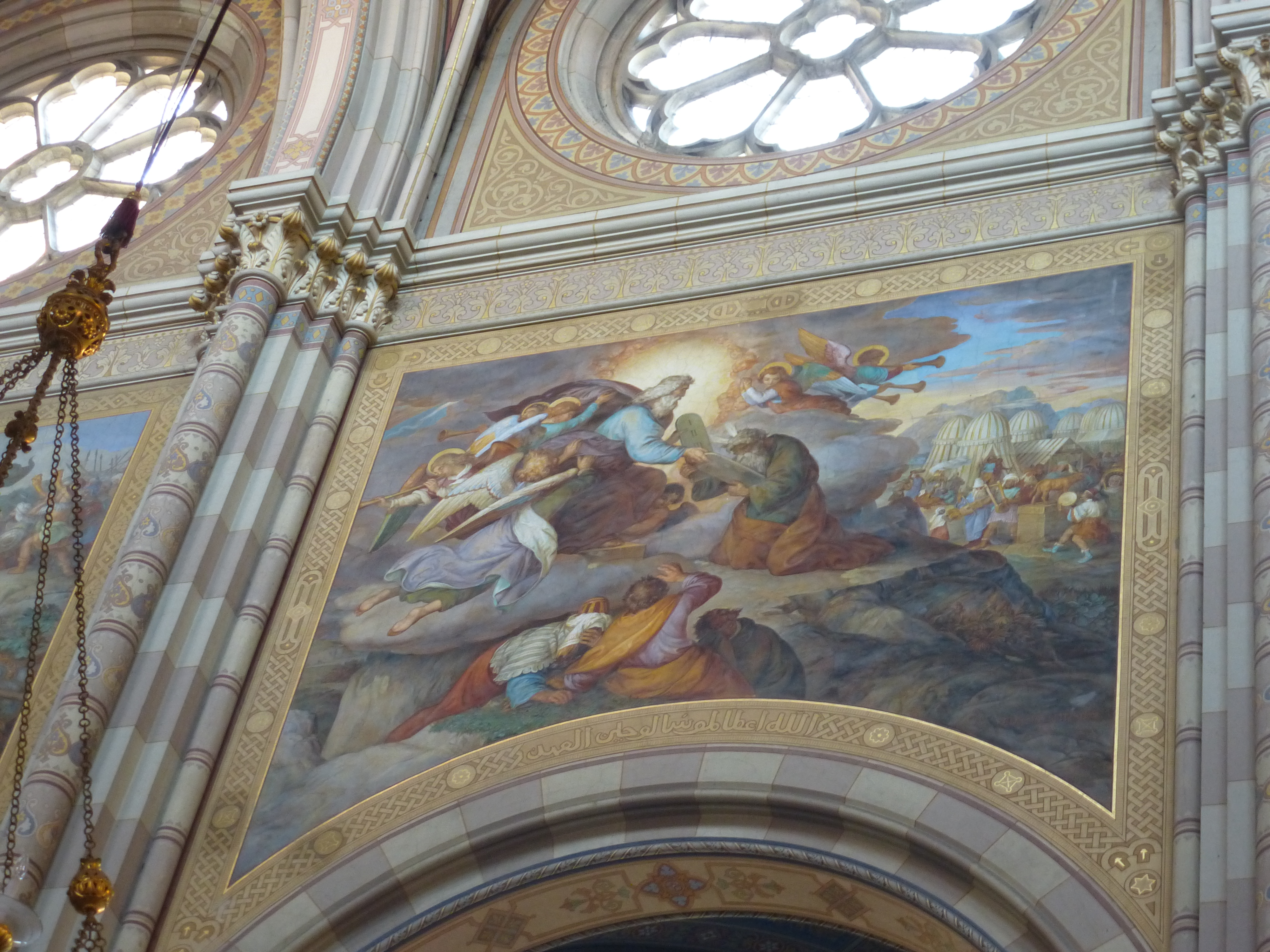
Moïse recevant les Tables de la loi, fresque de la nef de la Cathédrale Saint-Pierre de Đakovo.